# Palácio Anchieta (Espírito Santo)
Palácio Anchieta é a sede do poder executivo do estado do Espírito Santo, Brasil. O palácio localiza-se exatamente a frente do Porto de Vitória, na entrada da Cidade Alta, um dos bairros mais antigos da cidade. O Palácio é utilizado como sede do Governo do estado do Espírito Santo desde o século XVIII, sendo uma das sedes de governo mais antigas do Brasil.

## História

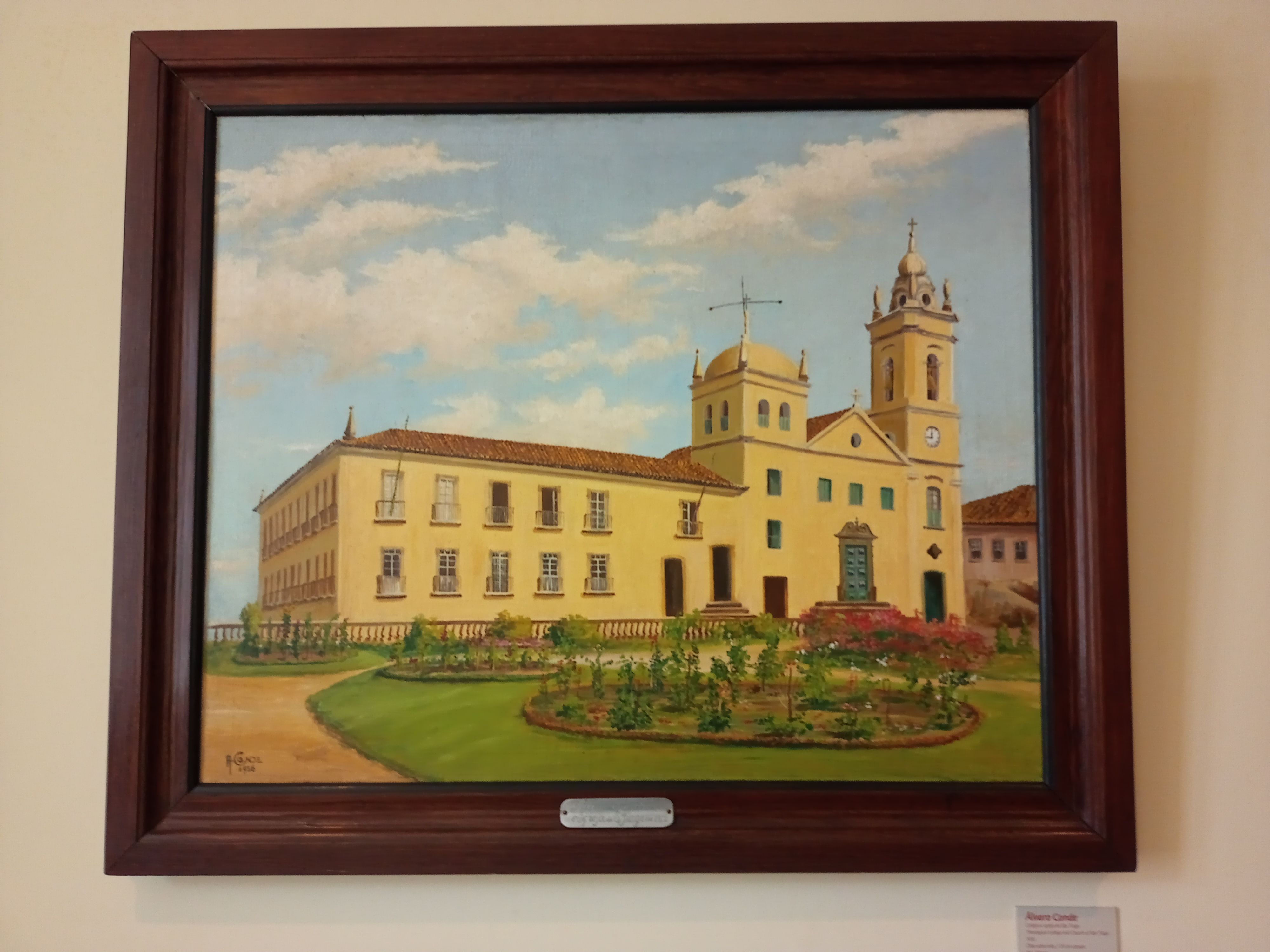
Antiga Igreja de São Tiago e Colégio dos Jesuítas (fundado em 1551) de Vitória, no Espírito Santo, em 1912. Atual Palácio Anchieta. Pintura de 1956, acervo do palácio.

No ano de 1551 a recém criada Vila de nossa Senhora da Vitória sofre o início de grandes construções. Os padres da Companhia de Jesus, liderados pelo padre Afonso Brás, principiaram a construção do conjunto arquitetônico formado pela Igreja de São Tiago e pelo Colégio dos Jesuítas, atual Palácio Anchieta. O padre Afonso Brás descreve em 24 de agosto de 1551 a sua chegada na capitania do Espírito Santo e os trabalhos empenhados:
De Porto Seguro ao Espírito Santo são sessenta léguas. Quando chegamos, os moradores nos receberam com grande prazer e alegria, e desde que cheguei até à Páscoa, não me ocupei nem entendi em outra coisa, se não em confessar e fazer uma pobre casa, para nos podermos recolher nela; ela está coberta de palha e sem paredes. Trabalharei para que se edifique uma ermida junto dela em um local muito bom, no qual possamos dizer missa, confessar, pregar a doutrina e outras coisas semelhantes. (...) Pregamos a cada dia a doutrina aos escravos desta Vila que são muitos. (...) É esta terra onde estou no presente a melhor e mais fértil de todo o Brasil.
Em 1570, um incêndio destrói a primeira sede da igreja de São Tiago, mobilizados pelo padre Inácio de Tolosa, missionários em agradecimento à acolhida após um naufrágio na foz do Rio Doce iniciavam a construção de uma nova sede para a Igreja de São Tiago, agora em pedra, no mesmo local da anterior, depois da perfuração de um poço de 8 metros atrás da igreja.

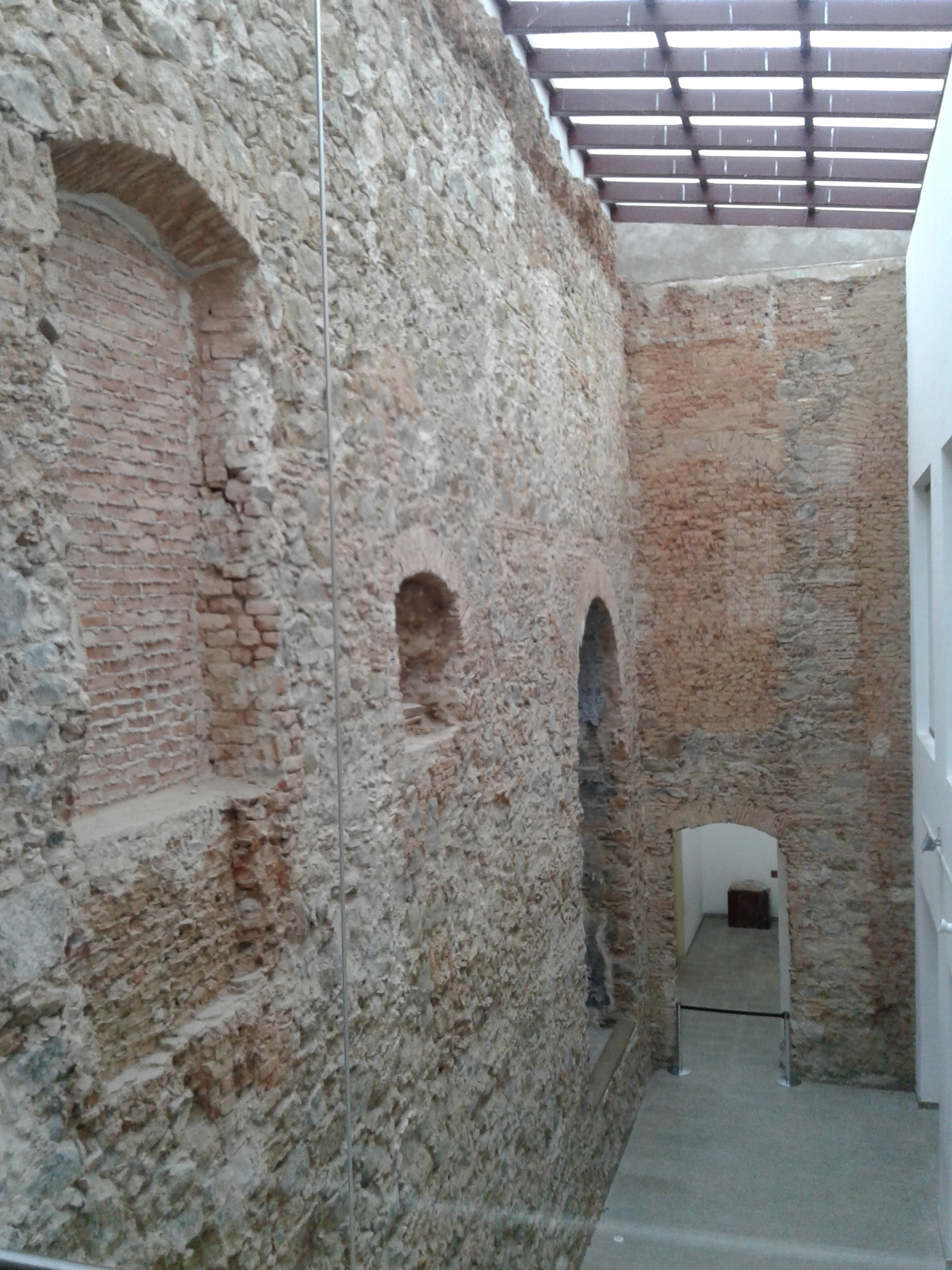
Altares laterais da Antiga igreja de São Tiago evidenciados após as obras de restauro iniciadas em 2004.

A Casa de São Tiago, sob a forma de colégio e seminário, foi por mais de duzentos anos o farol da educação na província do Espírito Santo. 

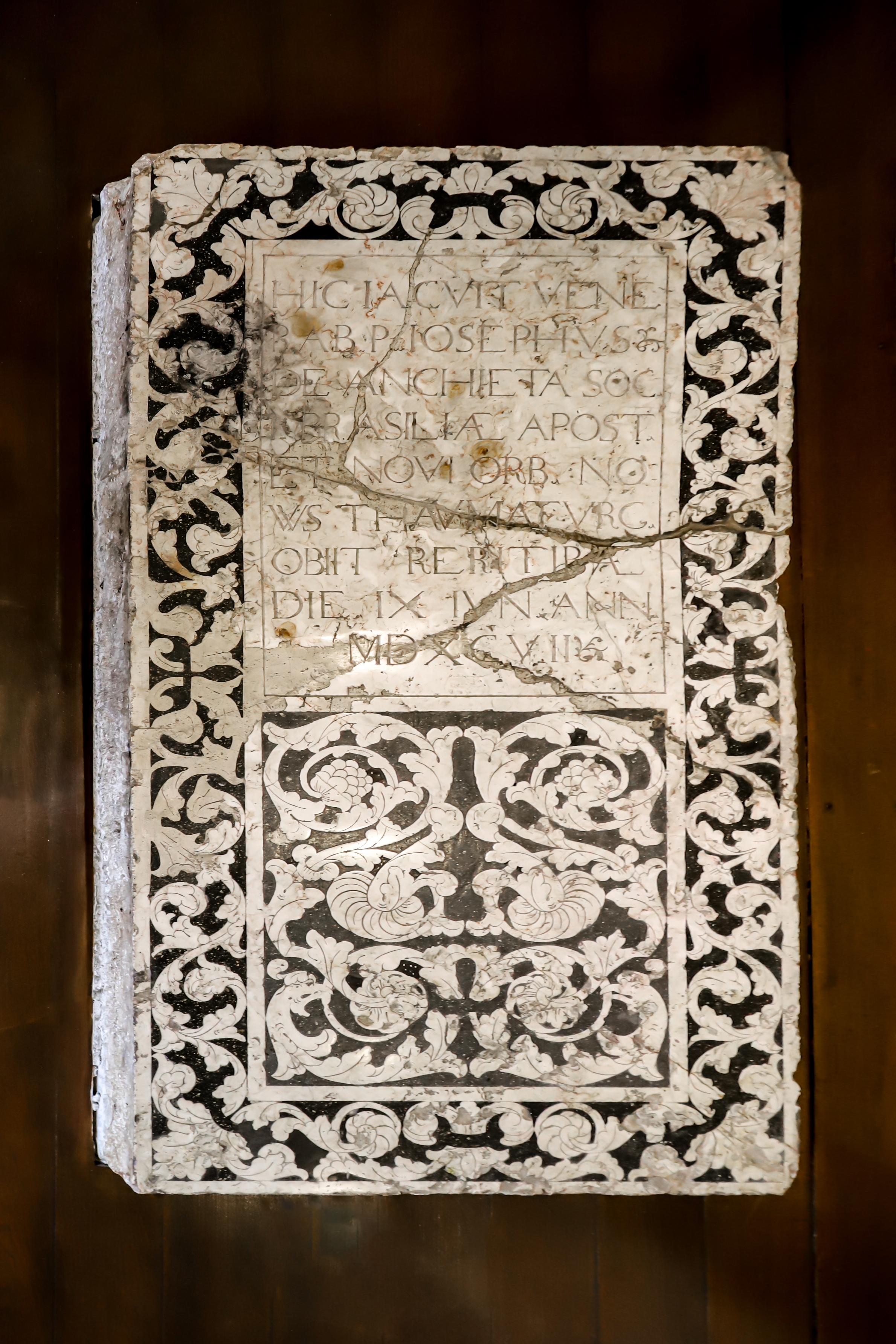
Lápide do túmulo de José de Anchieta esculpida em pedra de Lioz.

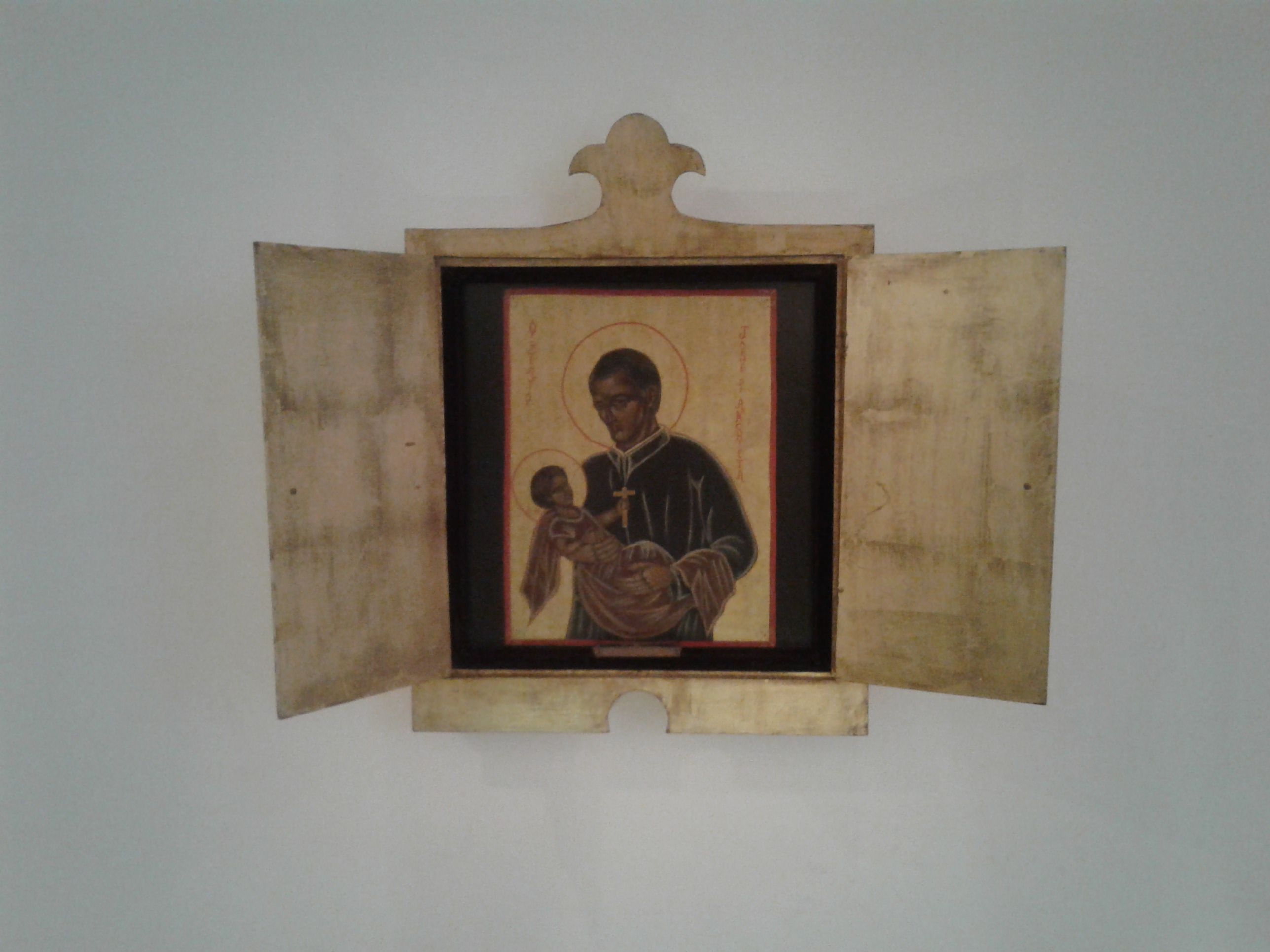
Relicário com pintura e fragmento de osso de José de Anchieta exposto no túmulo simbólico no Palácio Anchieta.

Entre os personagens ilustres que passaram pelo complexo foi  o padre José de Anchieta que, em 1587, ficou responsável por dirigir e concluir a primeira ala do Colégio de São Tiago de frente para a praça João Clímaco e a igreja de Nossa Senhora da Conceição em Anchieta. Devido à suas funções estabeleceu-se na Vila de Vitória como Superior. De 1592 a 1594 foi nomeado Visitador das casas do Sul. Em 1596, foi nomeado governador e conselheiro da Casa de Vitória. Posteriormente conseguiu dispensa de suas funções e retirou-se para Reritiba, onde faleceu no dia 9 de junho.  Foi sepultado em Vitória, em frente ao altar principal da antiga igreja de São Tiago, onde até hoje é possível visitar o túmulo simbólico, pois em 1610 os restos mortais foram removidos para Bahia.
A Igreja de São Tiago, inaugurada no inicio do ano de 1552, erigida ao lado da casa do colégio, possuía espaço suficiente para os serviços litúrgicos e acomodação dos religiosos.  Em 1666, a estrutura da igreja ameaçava desabar e sofreu um processo de remodelamento, procedimento este que fez a igreja parecer uma nova construção.
Em 1707, foi erguida a segunda ala do colégio de frente para a baía de Vitória e em 1734 a terceira ala foi construída, fechando o pátio interno, junto à segunda torre da igreja. 
Em 1727, o teto foi restaurado e as paredes sustentadas. Em 1747, a quarta ala é edificada, adjacente à igreja, formando um quadrilátero. Em 1757, com a expulsão dos jesuítas das colônias portuguesas os bens pertencentes aos clérigos, assim como o complexo jesuítico de São Tiago, foram incorporados ao patrimônio nacional. Em dezembro de 1759, Vitória presenciou a prisão do Reitor do colégio e de 5 padres.

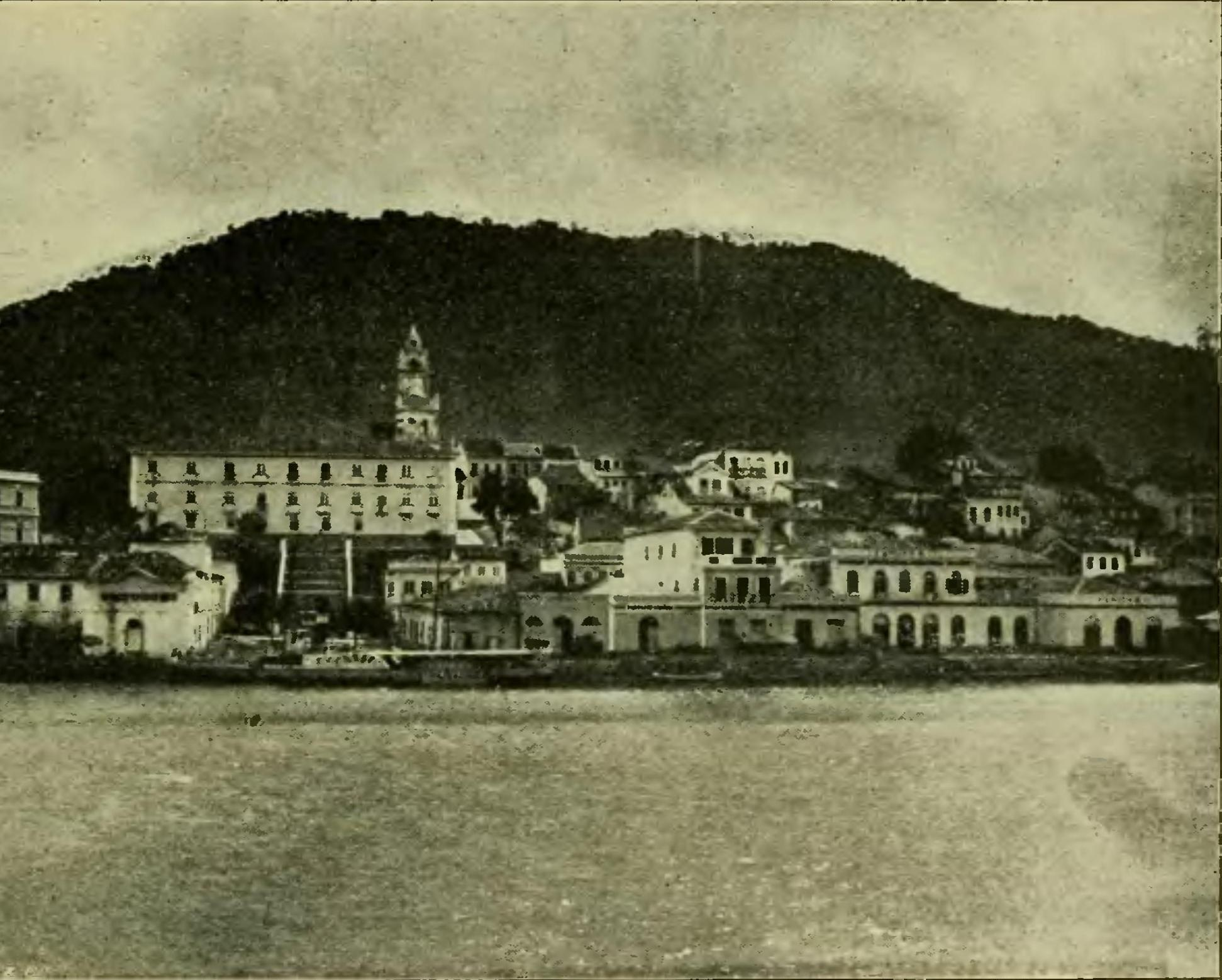
Foto da cidade de Vitória em 1903. Observa-se o complexo jesuítico no canto esquerdo com suas imponentes torres antes de sofrer as remodelações no governo de Jerônimo Monteiro.

Em 1796, um outro grande incêndio destruiu o interior do templo, inclusive a imagem de São Tiago. As imagens de Santo Inácio de Loyola e de São Francisco Xavier que integravam o altar foram transferidas para a igreja de São Gonçalo. Somente em 1798, dois anos após o incêndio, o prédio é recuperado e denominado Palácio do Governo.
Em 1860, o palácio passa por obras de reforma e recebe o imperador Dom Pedro II e a imperatriz Dona Teresa Cristina Maria. Suas majestades permanecem no estado durante 15 dias.
Durante o governo de Jerônimo Monteiro (1908 -1912) o palácio, ex-igreja, sofreu as maiores remodelações. O conjunto sofreu grandes mudanças e recebeu uma nova roupagem arquitetônica com características ecléticas muito populares nos primeiros anos do século XX e difundidas pelos modernistas. 
As obras ficaram a cargo do engenheiro Francês Justin Norbert, que também foi responsável pela construção do mercado da capixaba no centro da capital. O telhado original foi elevado, as fachadas foram remodeladas e é feita uma nova abertura em direção à Baia de Vitória.
A igreja de São Tiago foi comprada do Bispado em 23 de novembro de 1911 e anexada ao prédio do palácio, antigo espaço utilizado como casa e colégio. A torre da direita foi demolida na primeira grande reforma e a segunda em 1919, no governo de Bernardino Monteiro.
Em 1945, o Palácio recebeu oficialmente o nome de Anchieta, em homenagem ao padre, por meio do decreto de nº 15.888 assinado pelo governador Jones dos Santos Neves. 
Em 1983, o edifício foi Tombado pelo Conselho Estadual de Cultura e em 2004, iniciou-se a primeira grande obra de restauro que só foi concluída em 2009.

## Curiosidades
Como o palácio era uma Igreja, durante as reformas, corpos (provavelmente de Fidalgos) foram encontrados nos terrenos.
Como é um prédio de origem Jesuítica, o Santo Anchieta, que dá nome ao prédio foi um de seus hóspedes, o prédio possui uma relíquia do Santo, um pedaço de sua Tíbia.
É a única construção jesuítica que no período colonial possuiu 2 torres sineiras e 1 relógio. Com seu quadrilátero imponente, foi por muitos anos a maior construção do Estado do Espírito Santo e um dos 4 edifícios no Brasil que possuem a técnica do esgrafito, uma técnica mourisca do séc XVI.
O altar da igreja de São Thiago foi restaurado e atualmente o palácio está aberto à visitação de terça a sexta das 09 às 17 horas, e aos sábados e domingos das 09 às 16 horas, uma viagem no tempo, há quatro séculos.
Atualmente possui obras de arte com valores inestimáveis, patrimônio do Estado do Espírito Santo.